# John Christensen (tidningsman)
John Gustaf Christensen, född 14 juli 1873 i Göteborg, död 21 december 1925 i Malmö, var en svensk tidningsman.
Christensen var medarbetare i Stockholms Dagblad 1899, Göteborgs Handels- och Sjöfartstidnings stockholmsredaktion 1900–04, redaktionssekreterare i Stockholms Dagblad 1905–06, redaktör för Helsingborgs-Posten Skåne-Halland 1906–09, direktör i Tryckeri- & Tidnings AB Södra Sverige och redaktör för Skånska Aftonbladet  i Malmö från 1909 till sin död.